# Las Lajas
Las Lajas é uma cidade hondurenha do departamento de Comayagua.